# Jora’i Lahaw-Hercanu
Jora’i Lahaw-Hercanu (hebr.: יוראי להב-הרצנו, ang.: Yorai Lahav-Hertzanu, Yorai Lahav-Hertzano, ur. 5 sierpnia 1988 w Izraelu) – izraelski polityk, od 2019 poseł do Knesetu.
W wyborach parlamentarnych w kwietniu 2019 po raz pierwszy dostał się do izraelskiego parlamentu z koalicyjnej listy Niebiesko-Biali. 